# Juli Sever (gramàtic)
Juli Sever (en llatí Julius Severus) va ser un gramàtic romà.
De la seva personalitat no se'n coneix cap detall i només consta que era l'autor d'un petit tractat titulat De Pedibus Expositio, que va ser publicat per primer cop el 1755 juntament amb l'obra de Flavi Mal·li Teodor (d'igual temàtica), per Heusinger.